# Klaus Schriewer
Klaus Schriewer (* 1961) ist ein deutscher Sozialanthropologe.

## Leben
Er studierte von 1983 bis 1991 als Hauptfach Europäische Ethnologie und als Nebenfächer Kunstgeschichte und Philosophie an der Philipps-Universität Marburg (1991 Magister Artium, 1995 Promotion) und Københavns Universitet. Nach der Habilitation 2002 an der Universität Hamburg ist er seit 2007 Professor (titular interino, ayudante doctor, contratado doctor, profesor titular) für Antropología Social an der Universidad de Murcia.
Seine Forschungsschwerpunkte sind die Beziehung Mensch–Natur (am Beispiel der kulturellen Bedeutung des Waldes und der Landschaft), die Beziehung Staat–Kultur (die Europäische Union einbezogen), Wirtschaftsanthropologie und Kulturen der Arbeitswelt (ausgehend von der Debatte über Produktionsweisen und Lebensformen), Friedhofskultur und die kulturwissenschaftliche Bewusstseinsanalyse, die eine aktualisierte Erzählforschung anstrebt.

## Schriften (Auswahl)
- Die strukturelle Lebensformanalyse. Ein Beitrag zur volkskundlichen Theoriediskussion. Marburg 1993, ISBN 3-929425-00-9.
- Waldarbeiter in Hessen. Kulturwissenschaftliche Analyse eines Berufsstandes. Marburg 1995, ISBN 3-929425-11-4.
- Ecologismo y naturaleza. Perceptión y concepto de naturaleza en el movimiento de protección ambiental en Alemania. Murcia 2012, ISBN 9788493815295.
- Natur und Bewusstsein. Ein Beitrag zur Kulturgeschichte des Waldes in Deutschland. Münster 2015, ISBN 3-8309-3292-8.